# 中小企業信用保険
中小企業信用保険（ちゅうしょうきぎょうしんようほけん）は、日本政策金融公庫が中小企業信用保険法（昭和25年12月14日法律第264号）に基づき、信用保証協会が中小企業者の債務に対して保証を付する再保険であり、中小企業信用補完制度の一環をなす制度である。

## 概要
昭和25年（1950年）の制度発足当初は中小企業者の融資契約に対しての保険（融資保険）であったが、現在は昭和26年（1951年）に導入された信用保証協会の保証契約に付する保険（保証保険）のみとなっている。
なお、当初は政府自身が中小企業信用保険特別会計によって運営していたが、昭和33年（1958年）からは中小企業信用保険公庫（政府関係機関）に移管した。
その後、平成11年（1999年）に同公庫は中小企業事業団に統合されて、中小企業総合事業団となり、さらに、平成16年（2004年）、同事業団が独立行政法人中小企業基盤整備機構に改組されたことにあわせて、信用保険部門は分離して中小企業金融公庫に移管した。
平成20年（2008年）10月には、同公庫が株式会社日本政策金融公庫に統合され、中小企業信用保険の業務はそのまま引き継がれた。